# Palacio de Justicia del Condado de Perry (Pensilvania)
El Palacio de Justicia del Condado de Perry (en inglés, Perry County Courthouse) es un edificio histórico del palacio de justicia ubicado en New Bloomfield, condado de Perry, Pensilvania . El palacio de justicia se construyó en 1826 y se terminó al año siguiente. Fue ampliamente alterado en 1868 y tiene un estilo renacentista griego . Es una estructura de ladrillo blanco de dos pisos, tres tramos de ancho y seis tramos de largo. El techo bajo a cuatro aguas está coronado por una cúpula fechada en 1826. Un anexo se completó alrededor de 1892.
Fue incluido en el Registro Nacional de Lugares Históricos en 1975. 